# Græsted Kirke
Græsted kirke er en romansk kirke med gotiske tilbygninger og ligger i Græsted, en af hovedbyerne i Gribskov Kommune.

## Eksterne kilder og henvisninger
- Wikimedia Commons har flere filer relateret til Græsted Kirke
- Græsted Kirke hos KortTilKirken.dk
- Græsted Kirke hos danmarkskirker.natmus.dk (Danmarks Kirker, Nationalmuseet)